# 吕玉郎
吕玉郎（1919年—1975年），原名吕庭镜，鹤山县人。是一名粤剧文武生，十四岁拜丑生王中王为师，十五岁入日月星班。十七岁随新春秋班到上海演出。十八岁在香港拜薛觉先为师，入觉先声剧团。1941年前往澳门入大中华剧团。抗日战争胜利后，吕回到广州，重入觉先声剧团。1949年自组永光明剧团。中华人民共和国成立后，在永光明、太阳升等剧团任文武生。1958年入广东粤剧院任二团团长。1959年8月，與其他演員組成廣東粵劇團前往朝鮮演出，並受到金日成和崔庸健的祝賀。
文革開始後，呂玉郎被紅衛兵揪鬥，並被剃陰陽頭，送到粵北英德茶場改造。呂玉郎因表現良好，讓其出演樣板戲，但一度被军代表当众羞辱。1975年底，呂玉郎去世。
呂玉郎有兩子兩女，長子呂洪廣為香港粵劇演員。